# Лиелупе
Лиелупе (на латвийски: Lielupe; на немски: Kurländische Aa; в превод на български: Голяма река) е река в Латвия, течаща само на територията на страната, основно през историческата област Земгале. Лиелупе е втората по важност река след Даугава, защото 100 km от нейните 119 km дължина са плавателни, което е най-дългата плавателна отсечка в Латвия.
Общата площ на водосборния басейн е 17 600 km². Лиелупе се образува от сливането на реките Муша и Немунелис, които се обединяват в една близо до латвийския град Бауска. Муша (на латвийски Муса) е с дължина от 191 km, а Немунелис (на латвийски Мемеле) – от 164 km. Двете реки извират в Литва и в по-голямата си част текат на територията на Литва, докато не се обединят малко след навлизането си в Латвия.
Лиелупе се влива в Рижки залив между столицата Рига и град Юрмала, а нейният приток Буллупе продължава до река Даугава, в която се влива. Юрмала се простира от Лиелупе чак до Балтийско море в отсечка от около 30 km, като на реката е построен един от четиринадесетте курорта прилежащи към Юрмала Лиелупе.

## Селища, разположени на Лиелупе
- Бауска
- Йелгава
- Калнциемс
- Рига
- Юрмала